# Peristedion unicuspis
Peristedion unicuspis är en fiskart som beskrevs av Miller, 1967. Peristedion unicuspis ingår i släktet Peristedion och familjen Peristediidae. Inga underarter finns listade i Catalogue of Life.